# Галван, Дуарте
Дуа́рте Галва́н (порт. Duarte Galvão, варианты орфографии XVI века — порт. Duarte Galvam, Duarte Galluam; [duˈartɨ gɐlˈvɐ̃ũ]);  (около 1435, или 1445/1446, предположительно Эвора — 9 июня 1517, Камаран) — португальский дипломат и историограф эпохи Возрождения. Приписываемая Галвану «Хроника Дона Афонсу Энрикеша» о первом короле Португалии Афонсу Энрикеше считается важным историографическим источником Пиренейского полуострова и памятником португальской литературы начала XVI века.

## Биография
Точная дата рождения достоверно неизвестна. Указывается промежуток от 1435 до 1446 года). Отец, Руй Галван, был рыцарем королевского дома (порт. cavaleiro da casa Real), секретарём Афонсу V и главным нотариусом королевства Португалии. Старший брат Дуарте, Жуан Галван, занимал высокое положение при дворе Афонсу V, был его нотариусом и одним из последних священников-воинов средневековья, которые, сменив рясу на кирасу, сражались против неверных.
По данным Дамиана де Гойша, Дуарте Галван служил двум королям — Дону Жуану II и Дону Мануэлу Счастливому — «во многих посольствах при дворах Пап Римских, при императоре Фридрихе III и его сыне Максимилиане, в королевствах Франции и Англии». Мануэл де Каштру Гимарайнш (Manuel de Castro Guimarães) приводил слова Антониу Каэтану де Соузы, подтверждавшие данные Дамиана де Гойша: «Дуарте Галван был секретарём королей Жуана II и Мануэла I». Имеются упоминания о том, что Дуарте Галван ранее был секретарём Афонсу V, а также советником (членом Совета) королей Жуана II и Мануэла I.
Король Жуан II, наделив его большими полномочиями, отправил послом к Максимилиану I, королю Германии, своему кузену, заключённому в темницу правителями города Брюгге во время восстания горожан в 1488 году во Фландрии, но прибыв туда, Галван застал короля уже освобождённым и оказал ему ценные услуги. Во второй раз был отправлен послом в Германию, и Дуарте Галван упоминает об этой дипломатической миссии в главе 36 своей хроники.

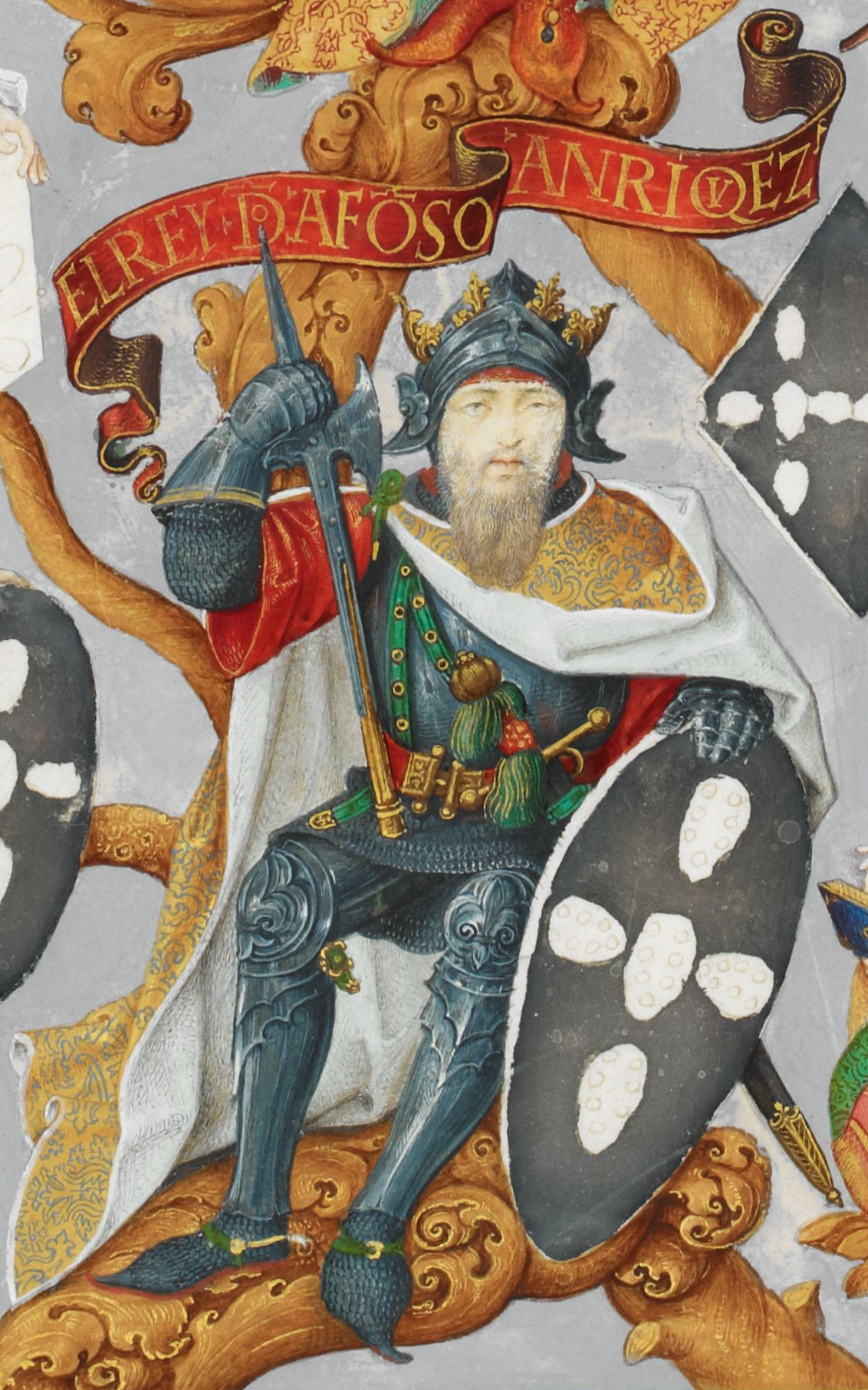
Дон Афонсу Энрикеш на миниатюре Антониу де Оланда 2-й четверти XVI века

В другом месте Дамиан де Гойш сообщил, что в 1460 году дон Жуан Галван, старший брат дипломата и главный приор монастыря Креста Господня в Коимбре, назначил Дуарте Галвана хронистом королевства (Chronista do Reino). Мануэл Счастливый велел Дуарте Галвану отредактировать имевшиеся данные источников и составить «Хронику Афонсу Энрикеша», ставшую главным трудом его жизни. Так по повелению Дона Мануэла он начал, но не продолжил «Хроники королей». Указанные Гашпаром Корреей сведения о назначении Галвана главным хронистом не подтверждаются имеющимися документальными источниками.
Умер 9 июня 1517 года «отягощённый годами, благоразумием и уважением» на острове Камаран в Красном море, куда был отправлен королём Доном Мануэлом в качестве посла к Давиду, императору и королю Абиссинии. Мануэл де Каштру Гимарайнш цитировал похожие слова Дамиана де Гойша на латыни: «муж не столько возрастом, но сколько благоразумием и делами отягощённый».
О. А. Овчаренко отметила, что «Хроника дона Афонсу Энрикеша» служила источником фактического материала для октав 30—84 Песни III «Лузиад» Луиша де Камоэнса. Издана сохранившаяся переписка Дуарте Галвана с Афонсу де Албукерке.

## Издания
Первое печатное издание
- Galvaõ D. Chronica do muito alto, e muito esclarecido principe D. Affonso Henriques primeiro Rey de Portugal : composta por Duarte Galvaõ... ; fielmente copiada do seu original, que se conserva no Archivo Real da Torre do Tombo...por Miguel Lopes Ferreyra :  [порт.]. — 1.ª edição. — Lisboa Occidental : na Officina Ferreyriana, 1726. — 23+95+1 p.

Повторение издания 1726 года
- Galvaõ D. Chronica de El-Rei D. Affonso Henriques :  [порт.] / Duarte Galvaõ; Prologo de G. Pereira. — Lisboa, 1906. — 190+VIII p. — (Bibliotheca de classicos portuguezes ; т. LI).

Печатное издание рукописи 1505 года
- Galvaõ D. Cronica del Rey Dom Affomsso Hamrriques, primeiro rey destes regnos de Portuguall :  [порт.] / Duarte Galluam; Advertencia de Manuel de Castro Guimarães. — Lisboa : Conde de Castro Guimarães, 1918. — XLI+216 p. — 200 экз.